# 古代浮彫のある合奏
『古代浮彫のある合奏』（こだいうきぼりのあるがっそう、仏: Le Concert au bas-relief、英: The Concert with the Bas-relief）は、17世紀フランスの画家ヴァランタン・ド・ブーローニュが1624-1626年にキャンバス上に油彩で制作した風俗画である。薄暗い部屋の中で、楽器を演奏する男女や酒を飲む若者ら7人が描かれている。元来、マザラン枢機卿の所有であったが、1742年にルイ15世のために取得され、1799年以来、パリのルーヴル美術館に所蔵されている。

## 作品
ヴァランタン・ド・ブーローニュは23歳ごろにローマに赴き、以降フランスに帰ることはなかった。彼は画家の卵や三文楽士や娼婦の出入りする居酒屋の情景を好んで描いたが、本作はそうした作品中の傑作である。彼は、イエス・キリストや聖人だけでなく、無名の人々でさえも絵画の題材になるということをイタリア・バロック絵画の先駆者カラヴァッジョから学んだ。ヴァランタンはまた、画面に劇的な効果を与える強い明暗表現もカラヴァッジョから学んでいる。彼はカラヴァッジョ派の最も重要な画家の1人である。
本作は、典型的なローマの安酒場に設定されている。中央には建築の台座があり、その壁面に古代の浮彫が施されている。その上にはパテとナイフが見える。その周囲を室内楽に興じている人物たちが取り囲んでいる。右側の羽根飾りのついた帽子の男はリュートを奏で、その左隣の女はギターを手にしている。中央では子供が曲を口ずさんでいる。その左隣の男は楽譜を持ち、彼のさらに左にいる男はヴァイオリンを弾いている。画面前景に座っている武具の男はワインを注いでいる。背景でも、女がワインをラッパ飲みしている。
一見すると、この絵画は完全にカラヴァッジョの影響を受けた作品のように思われる。実際、テーブルの向こう側にいる人物たちは、カラヴァッジョの絵画に登場する人物たちを写し取ったかのようである。しかし、ヴァランタンは、カラヴァッジョの単なる追随者として終わっていない。全体としては、カラヴァッジョの表現よりも控えめな描き方になっている。また、中央の少年を中心とした人物の配置も均衡のとれた厳密な構成である。この均衡と調和の感覚は、フランスの古典主義絵画の1つの要素となっていく。
フランスの古典主義の画家たちは古代ギリシアと古代ローマに強い関心を抱いたが、本作でも古代の浮彫が施された重量感ある大理石が中央に置かれており、絵画の構図の基盤ともなっている。なお、浮彫のモデルとなったのは、当時ファルネーゼ家のコレクションにあり、現在はルーヴル美術館蔵のペーレウスとテティスの結婚を描いた古代のテラコッタである。